# Mebane
Mebane est une ville américaine située dans les comtés d'Alamance et d'Orange en Caroline du Nord. En 2010, sa population était de 11 393 habitants.

## Démographie
| 1900 | 1910 | 1920  | 1930  | 1940  | 1950  |
| ---- | ---- | ----- | ----- | ----- | ----- |
| 218  | 693  | 1 351 | 1 568 | 2 060 | 2 068 |

| 1960  | 1970  | 1980  | 1990  | 2000  | 2010   |
| ----- | ----- | ----- | ----- | ----- | ------ |
| 2 364 | 2 573 | 2 782 | 4 754 | 7 284 | 11 393 |

## Traduction
- (en) Cet article est partiellement ou en totalité issu de l’article de Wikipédia en anglais intitulé « Mebane, North Carolina » (voir la liste des auteurs).